# Karen Blanguernon
Karen Blanguernon (* 24. Oktober 1935 in Paris; † 22. November 1996 in New York City, Vereinigte Staaten) war eine französische Schauspielerin und Romanautorin.

## Leben und Wirken
Karen Blanguernon heiratete 1956 den Schauspieler Guy Bedos. 1957 wurde die gemeinsame Tochter Leslie Bedos geboren, die sich in Frankreich einen Namen als Journalistin machte.
Als ihr Kind heranwuchs, knüpfte Blanguernon Kontakt zur Filmbranche und erhielt im Herbst 1959 von Claude Chabrol ihre erste kleine Filmrolle. Nach einer Kleinstrolle in einem weiteren Film Chabrols bekam sie aus Deutschland 1961 das Angebot für die weibliche Hauptrolle in der Verfilmung von Heinrich Bölls Erzählung Das Brot der frühen Jahre. Darin spielte sie Hedwig Muller, die Jugendfreundin von Walter Fendrich, dargestellt von Christian Doermer. Zwei Jahre danach trat sie in einem weiteren deutschen Film auf: Der Chef wünscht keine Zeugen war der seltene Versuch eines deutschen Science-Fiction-Films, in dem sie (neben Maria Perschy) die zweite weibliche Hauptrolle spielte. Trotz dieser vielversprechenden Anfänge nahm Blanguernons Karriere keinen Schwung auf.
In den 1980er Jahren schrieb Blanguernon vier Romane: La Vie volée (erschienen 1981), Coups bas (1982), Léa s'en va (1989) und Ne pas dépasser la dose préscrite (1991).
Karen Blanguernon, die sich 1996 in New York das Leben nahm, war in zweiter Ehe mit dem niederländisch-französischen Regisseur Dirk Sanders verheiratet. Sanders hatte ihr 1968 die weibliche Hauptrolle in seinem Film Tu seras terriblement gentille anvertraut und inszenierte 1978/79 mit ihr ein Fernsehmusical. Das Paar hat eine gemeinsame Tochter namens Tessa.

## Filmografie
- 1960: Die Unbefriedigten (Les bonnes femmes)
- 1960: Speisekarte der Liebe (Les Godelureaux)
- 1961: Das Brot der frühen Jahre
- 1963: Le Tout pour le tout
- 1963: Der Chef wünscht keine Zeugen
- 1964: Le match (TV-Mehrteiler)
- 1965: Chambre à louer (Fernsehserie)
- 1967: Fern von Vietnam (Loin du Vietnam)
- 1968: Tu seras terriblement gentille
- 1968: Das Schloß in den Ardennen (Castle Keep)
- 1969: Morire gratis
- 1969: Le Voleur de crimes
- 1969: Der Clan der Sizilianer (Le clan des Siciliens)
- 1971: Le Portrait de Marianne
- 1971: Léa l’hiver
- 1971: Das Haus unter den Bäumen (La Maison sous les arbres)
- 1977: Où vont les poissons rouges?
- 1979: Café follies: Avec Marcel Amont (Co-Regie mit Dirk Sanders)
- 1981: Oxalá